# Elefantina

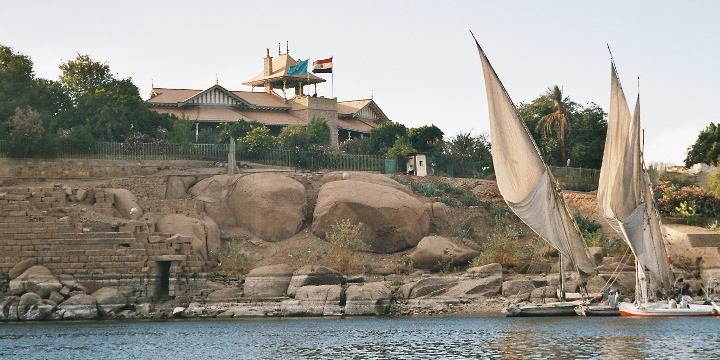
Illa Elefantina amb el museu i la zona on hi ha el nilòmetre

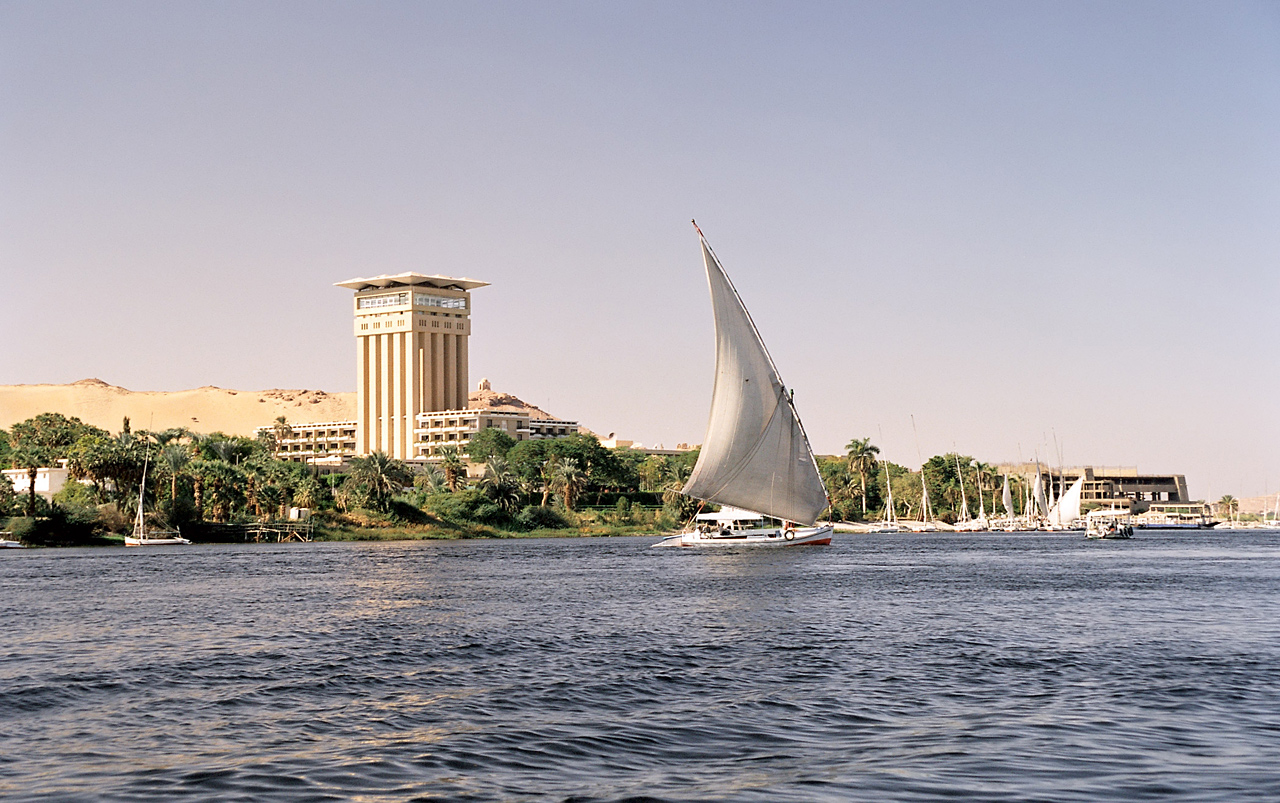
Illa Elefantina d'Assuan, Egipte

L'illa Elefantina és una illa al riu Nil, al davant d'Assuan, la més gran de la zona. Té al costat l'illa Kitchener (nord) i Amun (sud). Està just en la primera cascada del Nil, cosa que històricament la va col·locar en una posició estratègica.

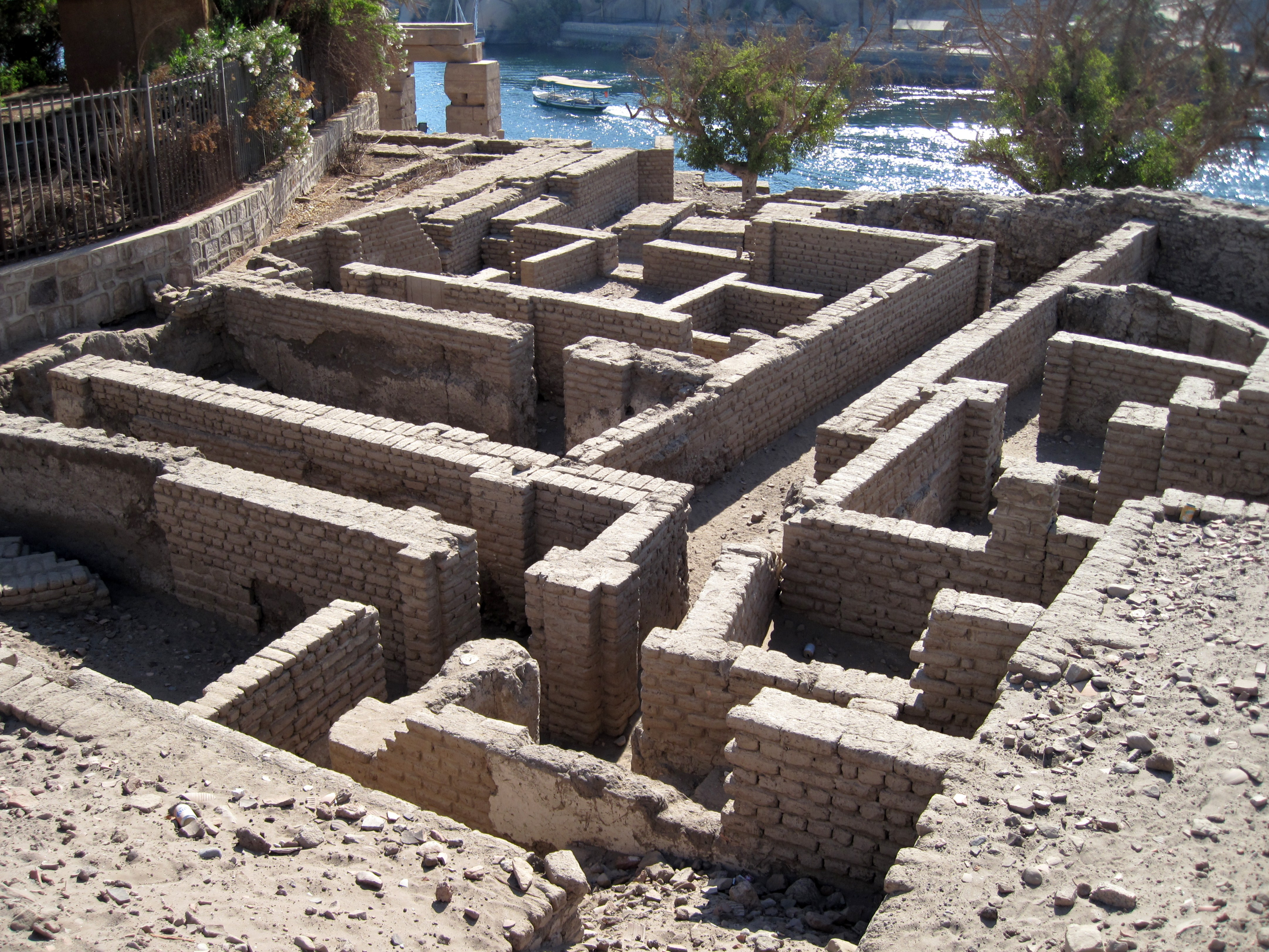
Restes d'edificacions de l'Imperi antic

A l'illa, es troben alguns monuments interessants: un nilòmetre (un dels tres que resten al Nil) que es feia servir al segle xix; les ruïnes del temple de Knum que ja existia amb la dinastia III però que fou millorat per la reina Hatshepsut; les ruïnes del temple de Satet (dona de Knum), també construït per ordre de la reina Hatshepsut; una capella feta pel governador de l'illa Hekadjib durant la dinastia VI (vers el 2300 aC); una piràmide esglaonada de granit; un temple ptolemaic acabat pels romans amb Cèsar August (construït amb materials procedents de Kalabsha i amb decoracions que podrien ser del rei de Napata, Argamenes) i algunes tombes. A les excavacions de la ciutat, es van trobar, entre altres coses, estàtues de Knum, la principal de les quals és al museu situat a la mateixa illa (conegut com a Museu d'Assuan).
Els temples de Tuthmosis III i Amenhotep III, força ben conservats, foren destruïts per ordre del governador turc, el 1822. Es van trobar a l'illa un tros de calendari conegut com a Calendari d'Elefantina, i un papir conegut com a Papir d'Elefantina (però sembla que s'han perdut) i, a més a més, una estela del faraó Sesostris III (al Museu Britànic).

## Història
Fou seu de l'establiment egipci conegut com a Elefantina situat al sud, i tenia un pont fins a la riba est del riu. Els egipcis li deien Abu o Iabu, que vol dir 'elefant', i els grecs la van anomenar Elefantina. A l'illa, s'adorava el déu Knum i de vegades s'anomenava l'illa Kom. L'illa fou un empori comercial, especialment de vori, però en general de tota mena d'articles. És propera a l'actual Assuan (Aswan), ciutat de la qual actualment forma part. Avui dia, hi ha ubicat a l'illa un museu amb moltes restes greques i romanes, un hotel i tres poblets nubians.
Elefantina, capital d'un nomós, va fer funcions de centre d'intercanvi comercial amb les terres de Núbia durant l'Imperi antic. Durant l'Imperi mitjà i nou, els seus governadors sovint eren a la vegada encarregats dels afers de Núbia. A la ciutat, s'adorava Khnum i Satet.
Tuthmosis III va construir-hi un temple dedicat a Satet que encara es conserva, mentre d'altres de Khnum i Satet estan més malmesos. També hi ha capelles d'ambdós déus.
Entre el 3000 aC i el 2600 aC (dinasties I a IV), es van construir diverses fortaleses per tot Egipte; encara queden restes d'aquestes fortaleses a Elefantina i a Ayn Asil (oasi de Dakhla), la resta només se'n coneix pels documents escrits.